# Deuxième combat de Diest
Guerre des Paysans
Batailles
- Saint-Nicolas
- 1er Boom
- Merchtem
- Zele
- Malines
- 2e Boom
- Hooglede
- Moorslede
- Zonnebeke
- 1er Diest
- 1er Louvain
- Alost
- Turnhout
- Enghien-Hal
- Hérinnes
- Audenarde
- Leuze
- 2e Louvain
- Ingelmunster
- Duffel
- Herentals
- Arzfeld
- Clervaux
- Amblève
- Stavelot
- Pollare
- Londerzeel
- Kapelle-op-den-Bos
- Bornem
- Meerhout
- 2e Diest
- 3e Diest
- Mol
- Jodoigne
- Marilles
- Beauvechain
- Hélécine
- Kapellen
- Meylem
- Hasselt

Le deuxième combat de Diest se déroule pendant la guerre des Paysans. Les insurgés parviennent à s'emparer de la ville.

## Prélude
Le 11 novembre 1798, le général Jardon quitte Diest afin d'aller combattre les paysans insurgés dans la Campine. Il ne laisse dans la place pour toute garnison que 80 hommes, des fantassins de la 22e demi-brigade et quelques hussards et gendarmes à cheval. Parti avec une petite escorte, il rassemble en chemin 180 hommes d'avant-garde et fait sa jonction à Veerle avec des forces venues de Louvain. Il prend ensuite de Westerlo où il ne rencontre qu'une faible résistance, puis le lendemain, après avoir reçu des renforts venus de Malines avec de l'artillerie, il s'empare de l'Abbaye de Tongerlo abandonnée par les insurgés. Il entre ensuite à Geel sans rencontrer des résistance. L'armée des rebelles de Van Gansen se trouve alors non loin de là, à Meerhout et à Mol, un peu plus à l'est, où elle affronte et repousse la colonne de Chabert à la bataille de Meerhout, ce dernier contourne alors la position des insurgés et rejoint Jardon à Geel où leurs forces passent la nuit du 12 au 13.

## Déroulement
Mais au sud-ouest, une autre troupe de rebelles commandée par Jan Cornelis Elen (nl) se rassemble entre Malines et Louvain, elle est forte d'environ 2 500 insurgés, dont 400 équipés de carabines de chasse. Le 11 novembre, elle traverse Boortmeerbeek, Keerbergen et Testelt. Puis le 12, vers 6 ou 7 heures du matin, elle attaque la ville de Diest par la porte de Schaffen.
La faible garnison française, tente de résister mais elle est rapidement submergée après avoir tentée une sortie hors des remparts de la ville. Les Français se rallient sur la grand'place, mais ils doivent à nouveau battre en retraite après avoir perdu quelques hommes. Ils se replient alors sur Louvain, talonnés par les insurgés, et perdent encore des hommes dans la poursuite. Sur les 80 hommes de la garnison, environ 40 à 50 parviennent à s'enfuir jusqu'à Louvain, 10 sont faits prisonniers et une vingtaine d'autres, ainsi que le commissaire Pottier, sont cachés par des habitants,.
Les rebelles restent maîtres de la place, une partie du butin saisi est redistribué aux combattants. Cependant, trompés par les fausses informations d'un espion, ils sont déçus de ne trouver aucun des deux canons promis. L'accueil de la population est plutôt froid, à la demande des habitants les insurgés épargnent l'arbre de la liberté,.